# Paul Steegmans

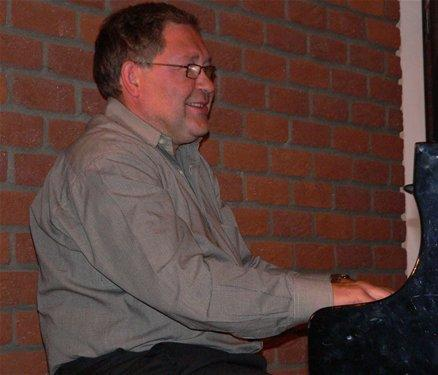
Paul Steegmans

Paul Steegmans (Hasselt, 3 juli 1957) is een Vlaams componist, pianist en muziekdocent.
In 1980 behaalde hij aan het Lemmensinstituut te Leuven het diploma Laureaat piano en muziekopvoeding en in 1985 een eerste prijs fuga. Vanaf 1981 volgde hij vervolmakingscursussen voor piano bij August De Groote, J. De Tiège in België en J. Franssen in Nederland.
Hij is laureaat van de compositiewedstrijden "Baron Flor Peeters" en Cantabile en behaalde hij de prijs "Albert de Vleeschouwer". Zijn compositiestudies aan het K.V.M.C. te Antwerpen bij W. Kersters rondde hij in 1993 af met een eerste prijs compositie.
Steegmans is sinds 1980 als leraar piano en begeleiding verbonden aan de Academie voor woord en dans te Genk en hij is gastprofessor praktische harmonie aan het Lemmensinstituut te Leuven sinds 1989.
Paul Steegmans heeft diverse composities op zijn naam staan, gaande van solowerken, liederen, koorwerken en kamermuziek tot orkestwerken. Hij maakte ook bewerkingen van oude Nederlandstalige liederen.